# Jan Everse (1954)
Jan Everse (Rotterdam, 5 gennaio 1954) è un allenatore di calcio ed ex calciatore olandese, di ruolo difensore.
È il figlio di Jan Everse, anch'egli calciatore.

## Palmarès

### Giocatore

#### Competizioni nazionali
- Campionato olandese: 3

Feyenoord: 1973-1974
Ajax: 1978-1979, 1979-1980
- Coppa dei Paesi Bassi: 1

Ajax: 1978-1979

#### Competizioni internazionali
- Coppa UEFA: 1

Feyenoord: 1973-1974